# Rafaela Ibarra de Villalonga
Rafaela Ibarra de Villalonga, kat. Rafaela Ybarra de Villalonga (ur. 16 stycznia 1843 w Bilbao, zm. 23 lutego 1900) – błogosławiona Kościoła rzymskokatolickiego.
Rafaela Ibarra urodziła się w religijnej rodzinie. W 1861 roku wyszła za mąż za Josepa Villalonga. Małżeństwo to miało siedmioro dzieci, z których dwoje zmarło we wczesnym dzieciństwie. Po 24 latach, w 1885 roku, małżonkowie zdecydowali wyrzec się pożycia małżeńskiego i złożyć śluby czystości. Rafaela Ibarra de Villalonga ufundowała przytułek pod wezwaniem Świętej Rodziny, a w 1894 roku założyła zgromadzenie zakonne żeńskie Congregación de Religiosas Ángeles Custodios. 

Zmarła mając 57 lat.
Została beatyfikowana przez Jana Pawła II dnia 30 września 1984 roku.
Jej wspomnienie liturgiczne obchodzone jest 23 lutego.